# Gran Premio de Emilia-Romaña
El Gran Premio de Emilia-Romaña es una carrera de automovilismo de velocidad que forma parte del Campeonato Mundial de Fórmula 1. Se disputa ininterrumpidamente desde 2020, con la sola excepción de 2023, en que el Gran Premio debió suspenderse por causas de fuerza mayor.
Formó parte del calendario de la temporada 2020 debido a que el calendario original fue afectado por la pandemia de COVID-19 y dio lugar a la realización de nuevas carreras para poder completar una temporada de 17 carreras.
Para la temporada 2021 fue confirmada nuevamente para suplantar la postergación del Gran Premio de China debido al rebrote de COVID-19 en el país asiático y a la cancelación del GP de Vietnam por motivos políticos.
En marzo de 2022 la Fórmula 1 anunció que el gran premio continuará hasta 2025.
El nombre proviene de la región italiana donde se encuentra el Autodromo Enzo e Dino Ferrari. Este circuito ya había acogido en 1980 el Gran Premio de Italia, y entre 1981 y 2006 el Gran Premio de San Marino.

## Ganadores

### Fórmula 1
| Año  | Piloto                                                    | Constructor                                               | Circuito                                                  | Resultados                                                |
| ---- | --------------------------------------------------------- | --------------------------------------------------------- | --------------------------------------------------------- | --------------------------------------------------------- |
| 2020 | Lewis Hamilton                                            | Mercedes                                                  | Imola                                                     | Resultados                                                |
| 2021 | Max Verstappen                                            | Red Bull-Honda                                            | Imola                                                     | Resultados                                                |
| 2022 | Max Verstappen (2)                                        | Red Bull-RBPT                                             | Imola                                                     | Resultados                                                |
| 2023 | No se disputó debido a las inundaciones en Emilia-Romaña. | No se disputó debido a las inundaciones en Emilia-Romaña. | No se disputó debido a las inundaciones en Emilia-Romaña. | No se disputó debido a las inundaciones en Emilia-Romaña. |
| 2024 | Max Verstappen (3)                                        | Red Bull-Honda RBPT                                       | Imola                                                     | Resultados                                                |
| 2025 | Max Verstappen (4)                                        | Red Bull-Honda RBPT                                       | Imola                                                     | Resultados                                                |

## Estadísticas

### Pilotos con más victorias
| Victorias | Piloto         | Años                   |
| --------- | -------------- | ---------------------- |
| 4         | Max Verstappen | 2021, 2022, 2024, 2025 |
| 1         | Lewis Hamilton | 2020                   |

### Constructores con más victorias
| Victorias | Constructor | Años                   |
| --------- | ----------- | ---------------------- |
| 4         | Red Bull    | 2021, 2022, 2024, 2025 |
| 1         | Mercedes    | 2020                   |